# Unione Sportiva Livorno 1922-1923
Questa voce raccoglie le informazioni riguardanti la Unione Sportiva Livorno nelle competizioni ufficiali della stagione 1922-1923.

## Stagione
Riunite tutte le squadre in un unico campionato federale, anche a Livorno si arriva ad un compromesso e a Livorno le due compagini cittadine, l'Unione Sportiva Livorno ed la Pro Livorno si fondono.
Fra i granata spicca il rientro di Mario Magnozzi e l'arrivo di Alfredo Pitto, astro nascente prodotto dalla "Pro".
Nel campionato di Prima Divisione di Lega Nord girone C il Livorno vincerà tutti gli undici incontri interni giocati al campo di Villa Chayes, tornando sei volte imbattuto dalle trasferte.
Con le ritrovate reti di Mario Magnozzi (14) e di Gino Jacoponi (9) la squadra livornese lotta fino all'ultima giornata per vincere il girone ed entrare nel girone finale, ma la sconfitta di Brescia all'ultima giornata la lascia con 30 punti in terza posizione.

## Divise
La divisa è formata da una maglia amaranto che presenta tre strisce orizzontali, nell'ordine bianco-verde-bianco, con al centro lo stemma della città di Livorno.
| Prima divisa |

## Rosa
| N. |                   | Ruolo | Calciatore         |
| -- | ----------------- | ----- | ------------------ |
|    | Italia (bandiera) | P     | Bruno Jacoponi (I) |
|    | Italia (bandiera) | D     | Plinio Paolini     |
|    | Italia (bandiera) | D     | Giovanni Vincenzi  |
|    | Italia (bandiera) | C     | Giuseppe Aimi      |
|    | Italia (bandiera) | C     | Dino Luperi        |
|    | Italia (bandiera) | C     | Renato Nigiotti    |
|    | Italia (bandiera) | C     | Alfredo Pitto      |
|    | Italia (bandiera) | C     | Aristide Viale     |
|    | Italia (bandiera) | A     | Lamberto Anichini  |
|    | Italia (bandiera) | A     | Aldo Bandini (I)   |

| N. |                   | Ruolo | Calciatore              |
| -- | ----------------- | ----- | ----------------------- |
|    | Italia (bandiera) | A     | Guglielmo Bianchi       |
|    | Italia (bandiera) | A     | Bronaldo Bronaldi       |
|    | Italia (bandiera) | A     | Mario De Carlini        |
|    | Italia (bandiera) | A     | Gontrano Innocenti (II) |
|    | Italia (bandiera) | A     | Gino Jacoponi (II)      |
|    | Italia (bandiera) | A     | Rino Lomi               |
|    | Italia (bandiera) | A     | Mario Magnozzi          |
|    | Italia (bandiera) | A     | Mario Scazzola          |
|    | Italia (bandiera) | A     | Leone Scotti            |
|    | Italia (bandiera) | A     | Paolo Silvestri         |

## Risultati

### Prima Divisione

#### Girone C

##### Girone di andata
| Arbitro: | Ortali (Bologna) |

|              |           |              |
| Busini I 20’ | Marcatori | 12’ Anichini |

| Arbitro: | Merani (La Spezia) |

|                                    |           |  |
| Bianchi II 7’, 25’ Jacoponi II 88’ | Marcatori |  |

| Arbitro: | Tradico (Milano) |

|              |           |                |
| Veronesi 31’ | Marcatori | 60’ Bianchi II |

| Arbitro: | Pinasco (Sestri Ponente) |

|                   |           |             |
| Magnozzi 39’, 46’ | Marcatori | 75’ Locarni |

| Arbitro: | Alfieri (Bologna) |

|                  |           |             |
| Magnozzi 2’, 32’ | Marcatori | 24’ Esposto |

| Arbitro: | Galletti (Genova) |

|  |           |                 |
|  | Marcatori | 15’ Jacoponi II |

| Arbitro: | Venegoni (Legnano) |

|                               |           |  |
| Bay I 54’ Baloncieri 75’, 76’ | Marcatori |  |

| Arbitro: | Majani (Torino) |

|             |           |  |
| Paolini 65’ | Marcatori |  |

| Arbitro: | Trezzi (Milano) |

|                                    |           |  |
| Innocenti II 20’ Magnozzi 82’, 87’ | Marcatori |  |

| Arbitro: | Crivelli (Milano) |

|           |           |                 |
| Cusano 4’ | Marcatori | 63’ Jacoponi II |

| Arbitro: | Scamoni (Torino) |

|                                                 |           |               |
| Scazzola 2’ Jacoponi 42’ Paolini 80’ Scotti 88’ | Marcatori | 40’ Borghetti |

##### Girone di ritorno
| Arbitro: | Pinasco (Sestri Ponente) |

|                        |           |              |
| Aimi I 26’ Paolini 72’ | Marcatori | 13’ Monti II |

| Arbitro: | Bistoletti (Milano) |

|              |           |              |
| Bertucci 16’ | Marcatori | 15’ Magnozzi |

| Arbitro: | Canepa (Savona) |

|                                                  |           |  |
| Magnozzi 3’, 75’ Scotti II 44’, 68’ Scazzola 50’ | Marcatori |  |

| Arbitro: | Canepa (Savona) |

|                                  |           |  |
| Meneghetti 3’ (rig.) Locarni 25’ | Marcatori |  |

| Arbitro: | Grossi (Milano) |

|               |           |  |
| Chiabotto 80’ | Marcatori |  |

| Arbitro: | ? Crivelli (Milano) |

|                                                                                  |           |  |
| Magnozzi 21’, 74’ Scazzola 33’ Jacoponi II 64’, 72’, 85’ Silvestri 80’ Pitto 88’ | Marcatori |  |

| Arbitro: | Venegoni (Legnano) |

|                             |           |  |
| Jacoponi II 24’ Paolini 71’ | Marcatori |  |

| Arbitro: | Bertazzoni (Modena) |

|                                    |           |  |
| Ticozzelli 49’ (rig.) Preti II 53’ | Marcatori |  |

| Arbitro: | Canepa (Savona) |

|              |           |                                |
| Gariglio 59’ | Marcatori | 6’, 89’ Magnozzi 42’ Bandini I |

| Arbitro: | Alfieri (Bologna) |

|                                  |           |  |
| Magnozzi 52’ (rig.) Scazzola 65’ | Marcatori |  |

| Arbitro: | Sanguineti (Genova) |

|                        |           |                 |
| Bellardi 17’ Furia 41’ | Marcatori | 62’ Jacoponi II |

## Statistiche

### Statistiche di squadra
| Competizione    | Punti | In casa | In casa | In casa | In casa | In casa | In casa | In trasferta | In trasferta | In trasferta | In trasferta | In trasferta | In trasferta | Totale | Totale | Totale | Totale | Totale | Totale | DR  |
| Competizione    | Punti | G       | V       | N       | P       | Gf      | Gs      | G            | V            | N            | P            | Gf           | Gs           | G      | V      | N      | P      | Gf     | Gs     | DR  |
| --------------- | ----- | ------- | ------- | ------- | ------- | ------- | ------- | ------------ | ------------ | ------------ | ------------ | ------------ | ------------ | ------ | ------ | ------ | ------ | ------ | ------ | --- |
| Prima Divisione | 30    | 11      | 11      | 0       | 0       | 34      | 4       | 11           | 2            | 4            | 5            | 9            | 15           | 22     | 13     | 4      | 5      | 43     | 19     | +24 |

### Statistiche dei giocatori
| Giocatore         | Prima Divisione | Prima Divisione |
| Giocatore         | Presenze        | Reti            |
| ----------------- | --------------- | --------------- |
| G. Aimi (I)       | 7               | 1               |
| L. Anichini       | 10              | 1               |
| A. Bandini (I)    | 19              | 1               |
| G. Bianchi        | 4               | 3               |
| B. Bronaldi       | 1               | 0               |
| M. De Carlini     | 1               | 0               |
| G. Innocenti (II) | 8               | 1               |
| B. Jacoponi (I)   | 22              | -19             |
| G. Jacoponi (II)  | 20              | 9               |
| R. Lomi           | 1               | 0               |
| M. Magnozzi       | 22              | 14              |
| R. Nigiotti       | 21              | 0               |
| P. Paolini        | 17              | 4               |
| A. Pitto          | 6               | 1               |
| M. Scazzola       | 19              | 4               |
| L. Scotti (II)    | 8               | 3               |
| P. Silvestri      | 6               | 1               |
| A. Viale          | 22              | 0               |
| G. Vincenzi       | 21              | 0               |